# Дженіс Елейн Восс

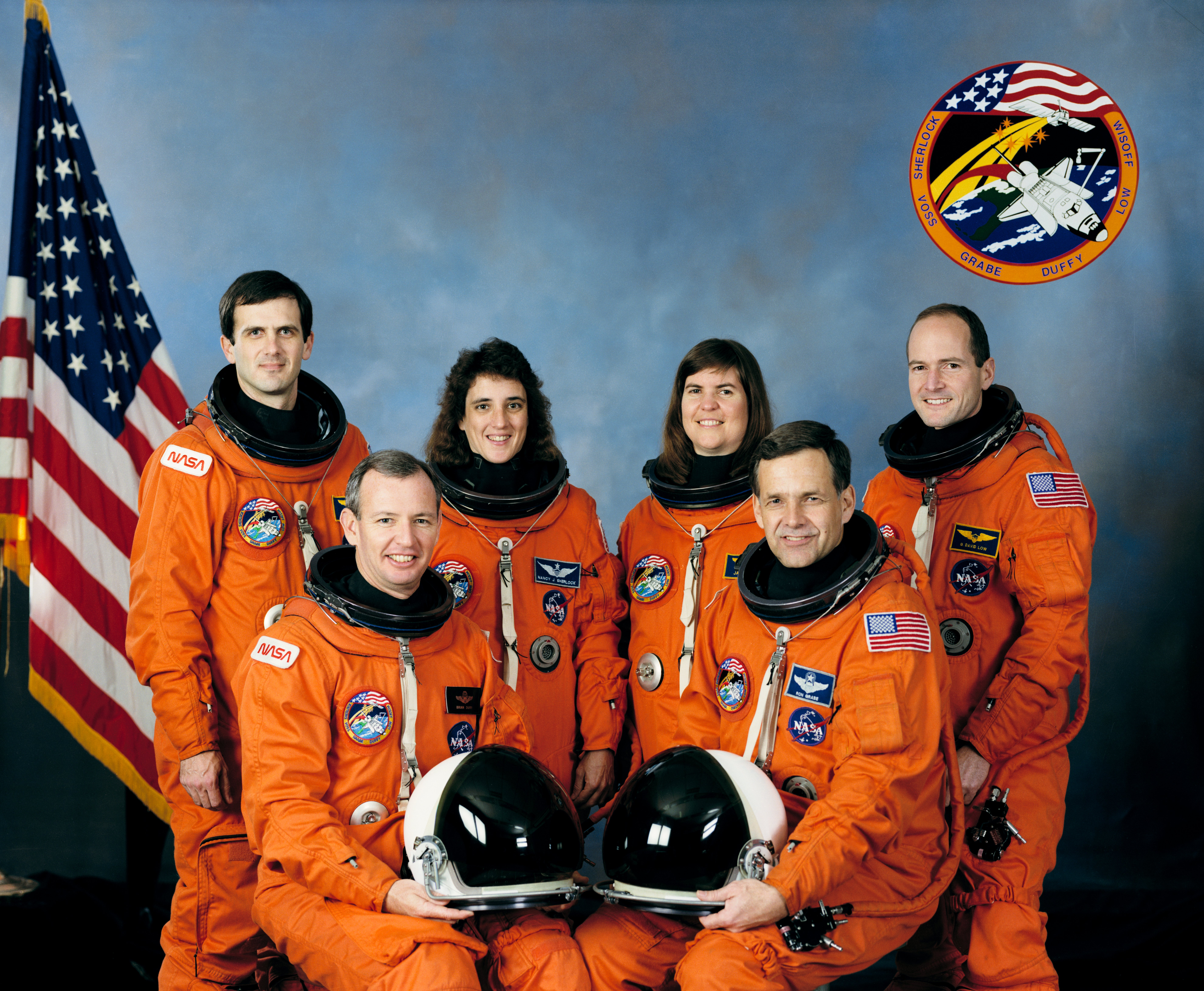
Екіпаж STS-57: зліва направо: Вайсофф, Даффі, Керрі, Дженіс Восс, Грейб, Лоу

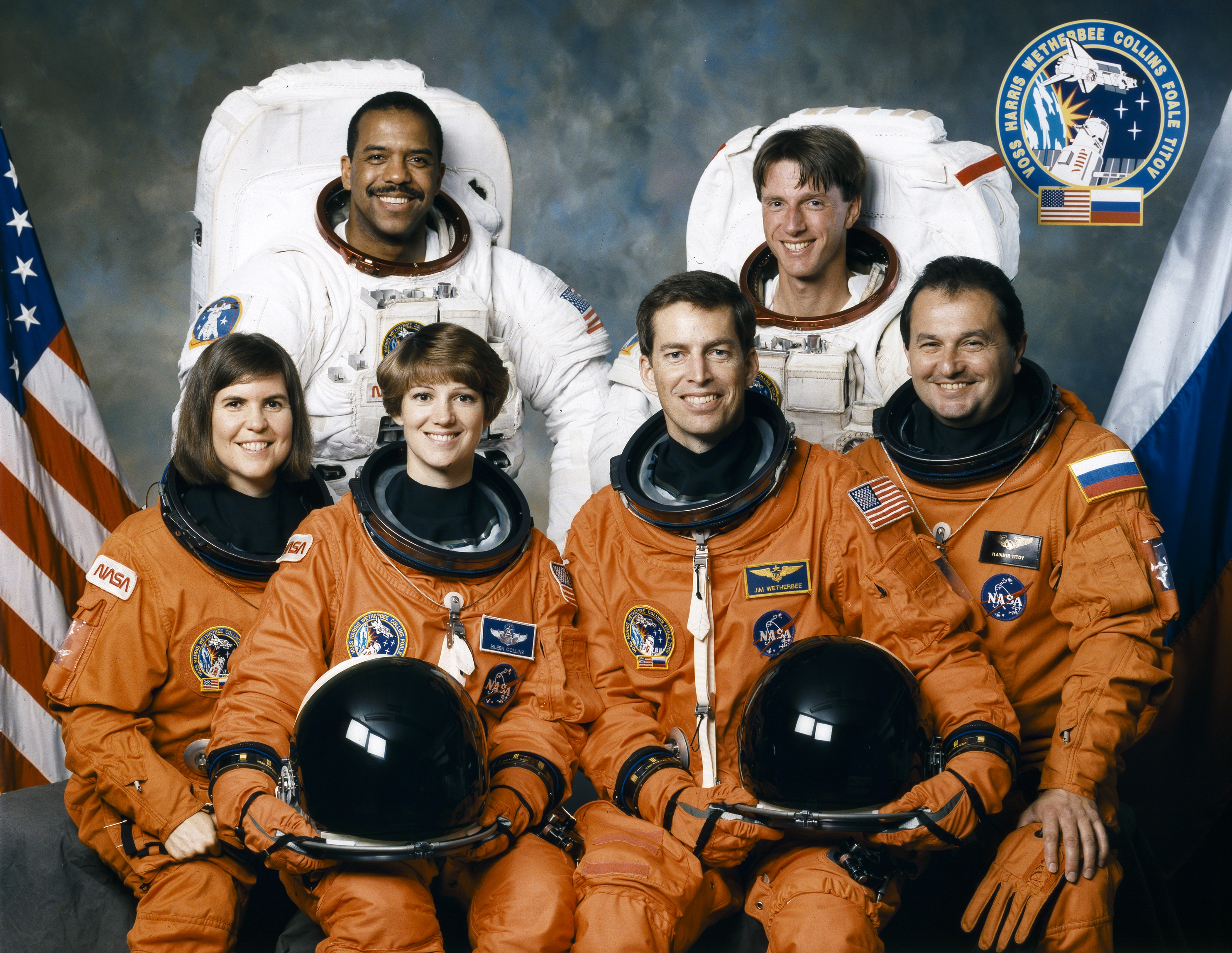
Екіпаж STS-63:Зліва направо — Сидять: Восс, Коллінз, Уезербі, Титов; Стоять: Харріс, Фоел

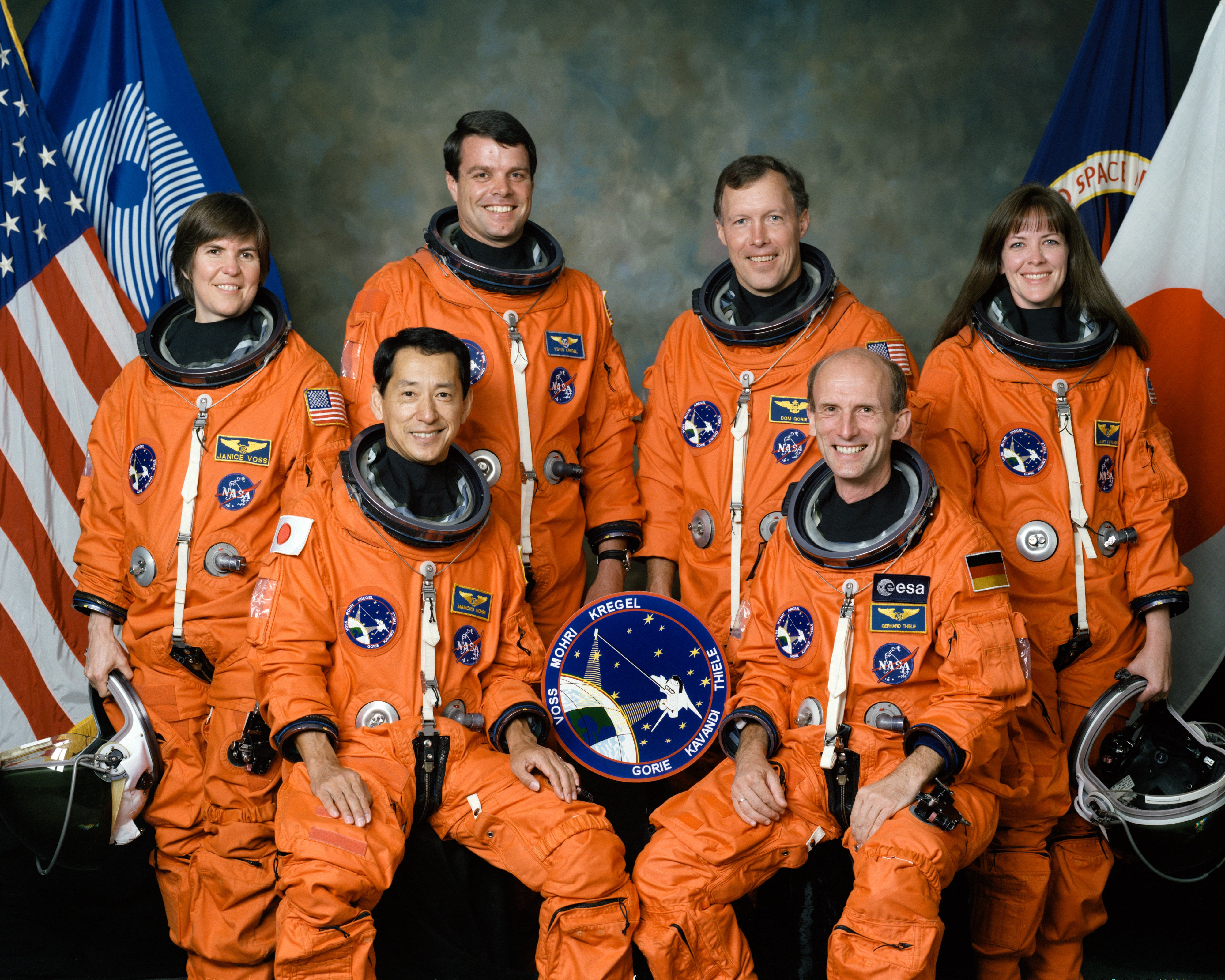
Екіпаж STS-99:(Зліва направо): Восс, Морі, Крегель, Горі, Тіле, Каванда

Дже́ніс Еле́йн Восс (англ. Janice Elaine Voss; 8 жовтня 1956 — 6 лютого 2012) — американський інженер і астронавт НАСА. Брала участь у п'яти космічних польотах. Померла в лютому 2012 року від раку молочної залози.

## Біографія
Дженіс Восс народилася 8 жовтня 1956 в місті Саут-Бенд, штат Індіана, виросла у Рокфорді (штат Іллінойс). З 1973 по 1975 рік працювала в Космічному центрі імені Джонсона, поєднуючи роботу із заочним навчанням в Університеті штату Оклахома. В 1975 отримала ступінь бакалавра з машинобудування в університеті Пердью, потім вона продовжила навчання і отримала в Массачуссетського технологічному інституті ступінь магістра з електротехніки (1975) та докторський ступінь в галузі аеронавтики / астронавтики (1987). До початку кар'єри астронавта працювала в компанії Orbital Sciences Corporation, де брала участь в розробці міжорбітального буксира.

## Космічні польоти
У січні 1990 року була зарахована в 13-й набір астронавтів НАСА, протягом року пройшла загальнокосмічну підготовку і отримала кваліфікацію спеціаліста польоту. У цій якості взяла участь у наступних місіях:
1. STS-57, з 21 червня по 1 липня 1993 року. Перший політ шаттла з модулем Спейсхеб;
2. STS-63, лютий 1995 року. Відпрацювання маневру зближення зі станцією «Мир».
3. STS-83, квітень 1997 року. Політ був припинений достроково, керівництвом НАСА було прийнято рішення провести повторний політ з тим же екіпажем;
4. STS-94, липень 1997 року. Повторний політ, проведення експериментів в умовах мікрогравітації з використанням лабораторії Спейслеб;
5. STS-99, лютий 2000 року. Радіолокаційна зйомка поверхні Землі.